# Chiamamifaro
Chiamamifaro, pseudonimo di Angelica Cristina Gori (Bergamo, 24 luglio 2001), è una cantautrice italiana.

## Biografia

### Primi anni
Cresciuta a Bergamo insieme alla sorella Benedetta e al fratello Alessandro, è la terzogenita della conduttrice televisiva Cristina Parodi e del giornalista e politico Giorgio Gori; i suoi zii sono il giornalista Roberto Parodi, fratello della madre, la conduttrice televisiva Benedetta Parodi, sorella della madre, e il telecronista sportivo Fabio Caressa, marito di Benedetta.
Ha conseguito la maturità classica nella sua città natale, anche se due anni di studi sono stati frequentati in una high school vicino a Bristol, dove ha rafforzato l'interesse verso il genere indie rock britannico. Ha studiato poi presso la CPM Music Institute di Milano, dove ha seguito un corso accademico di canto pop rock e al termine della formazione ha conseguito il diploma con la tesi "Salto nel vuoto - L'ansia da palcoscenico e le paure del canto". Ha scelto lo pseudonimo di "Chiamamifaro" perché era solita suonare la chitarra nei pressi di un faro, non lontano dal luogo in cui passava le vacanze da adolescente e lo considera un posto sicuro.

### 2020-2022:MacchieePost nostalgia
Nel 2020 ha compiuto il proprio esordio discografico pubblicando il suo primo singolo ufficiale Pasta rossa, a cui è seguito il singolo Domenica, scritto insieme a Riccardo Zanotti, frontman dei Pinguini Tattici Nucleari. Il 29 gennaio 2021 è uscito il singolo Londra, seguito il 30 aprile dal singolo Bistrot. L'11 giugno ha pubblicato il suo primo EP Macchie, che comprende i quattro inediti citati insieme al singolo Limiti, estratto dal disco il 17 giugno seguente.
Il 10 dicembre 2021 è uscito il singolo Addio sul serio, seguito il 22 febbraio 2022 dal singolo Pioggia di CBD. Il 25 marzo è stato reso disponibile il singolo Corallo di Lortex, a cui ha collaborato. Il 3 giugno, insieme ai Rovere, ha pubblicato il singolo Sottacqua, che ha anticipato l'uscita del suo primo album in studio Post nostalgia, contenente dieci tracce e pubblicato il seguente 17 giugno. Da 13 maggio al 22 ottobre si è svolto il Chiamamifaro Live 2022, il suo primo tour in diciotto date da Bergamo a Brescia.

### 2023-2024:DefaulteDisco default
Il 28 aprile 2023 è stato pubblicato il singolo Ma ma ma, seguito il 23 giugno dal singolo Santa subito, in collaborazione con Asteria. Il 15 dicembre è uscito il singolo Se parlo di te, seguito il 24 dicembre dal singolo La poesia. Tutti e quattro gli inediti sono stati inseriti nel secondo EP Default, contenente sette tracce e pubblicato il 12 gennaio 2024.
Il 19 aprile il secondo EP è stato ristampato in album in studio con il titolo di Disco default, a cui sono state aggiunte quattro tracce, tra cui il singolo Tutti contro tutti, uscito il 29 marzo. Il 1º maggio si è esibita per la prima volta al Concerto del Primo Maggio, svoltosi al Circo Massimo di Roma. Dal 17 luglio al 20 settembre si è svolto il Chiamamifaro - Vacanze italiane tour, il suo tour in sei date da Conscio sul Sile (TV) a Milano. Il 13, il 14 e il 20 marzo 2025 si è svolto il Chiamamifaro Live 2024, tre concerti live nei club di Milano, Bologna e Roma. Ad esso è seguito il tour estivo, Chiamamifaro Summer tour 2024, per sei date da Salzano (VE) a Sarcedo (VI).

### 2024-presente: partecipazione adAmici 24eLost & Found

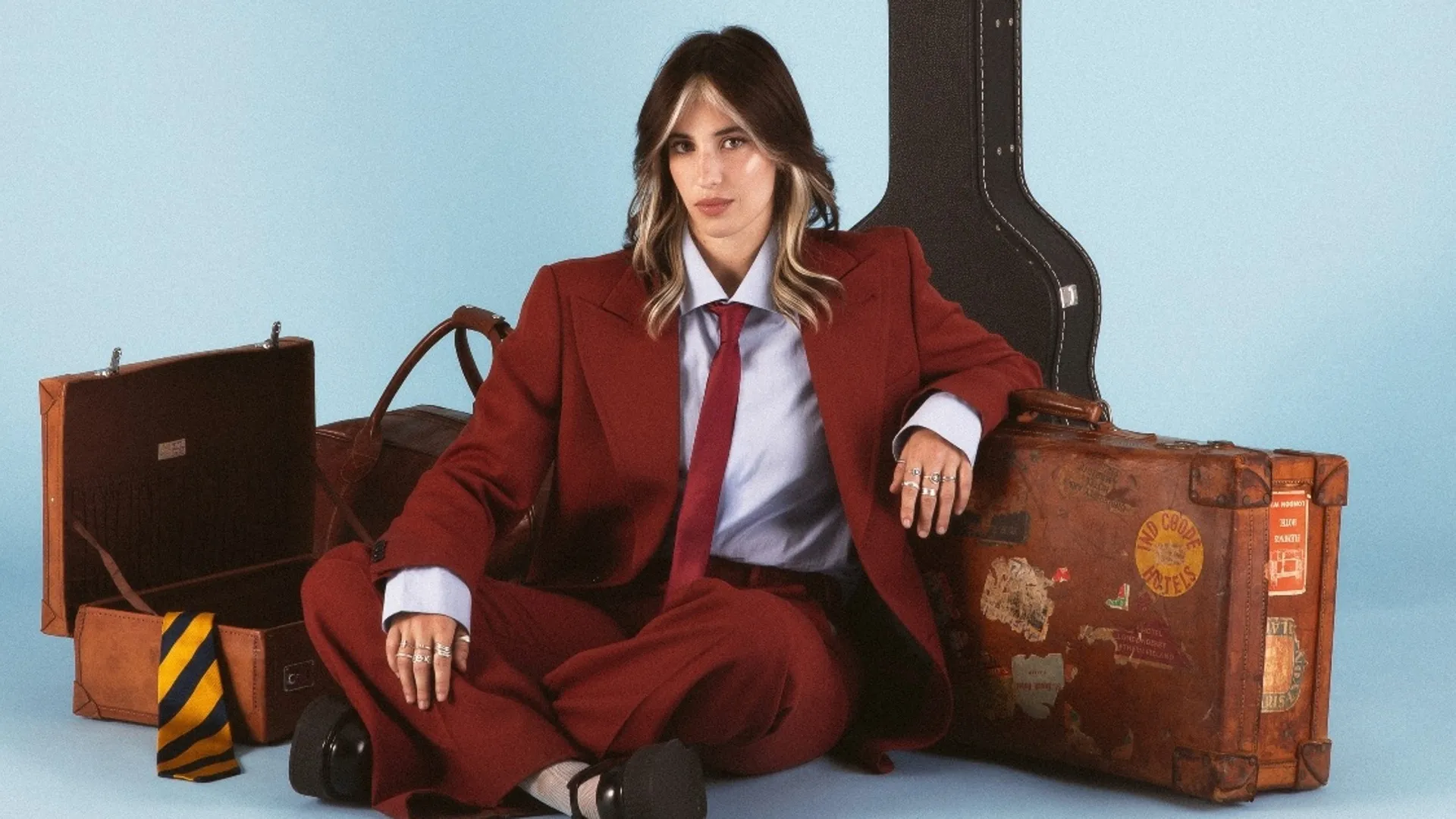
Chiamamifaro sulla copertina dell'EP Lost & Found

Nell'ottobre 2024, dopo aver superato una sfida, è entrata a far parte della ventiquattresima edizione del talent show musicale di Canale 5 Amici di Maria De Filippi, accedendo poi alla fase iniziale. Nel marzo 2025 ha ottenuto l'accesso alla fase serale del programma entrando a far parte della squadra capitanata dai professori Alessandra Celentano e Rudy Zerbi, venendo eliminata nel corso della quarta puntata del serale.
Nel corso del programma ha pubblicato diversi brani inediti, tra cui Perché?, O.M.G. e Leone, a cui il 30 maggio 2025 è seguita l'uscita del singolo Acqua passata, che sono stati racchiusi tutti e quattro nel suo terzo EP, Lost & Found, contenente sette tracce e pubblicato il 6 giugno. Dal 9 luglio al 7 settembre, da Villa San Giovanni (RC) a Moncalieri (TO), si sono svolte le prime sette date della tournée Chiamami tour 2025, a cui sono seguite due date nei club di Roma (il 30 ottobre) e Milano (l'11 novembre). Il 18 luglio è uscito il singolo L'ultima canzone, inciso insieme a Selmi.

## Discografia

### Album in studio
- 2022 – Post nostalgia
- 2024 – Disco default

### EP
- 2021 – Macchie
- 2024 – Default
- 2025 – Lost & Found

### Singoli
Come artista principale
- 2020 – Pasta rossa
- 2020 – Domenica
- 2021 – Londra
- 2021 – Bistrot
- 2021 – Limiti
- 2021 – Addio sul serio
- 2022 – Pioggia di CBD
- 2022 – Sottacqua (con i Rovere)
- 2023 – Ma ma ma
- 2023 – Santa subito (feat. Asteria)
- 2023 – Se parlo di te
- 2023 – La poesia
- 2024 – Tutti contro tutti
- 2024 – Perché?
- 2025 – O.M.G.
- 2025 – Leone
- 2025 – Acqua passata
- 2025 – L'ultima canzone (con Selmi)

Come artista ospite
- 2022 – Corallo (Lortex feat. Chiamamifaro)

## Tournée
- 2022 – Chiamamifaro Live 2022
- 2023 – Chiamamifaro - Vacanze italiane tour
- 2024 – Chiamamifaro Live 2024
- 2024 – Chiamamifaro Summer tour 2024
- 2025 – Chiamami tour 2025

## Programmi televisivi
- Amici di Maria De Filippi 24 (Canale 5, 2024-2025) - concorrente